# Прайс, Ричард
Ричард Прайс (23 февраля 1723, Гламорганшир, Уэльс — 19 апреля 1791, Хэкни, Англия) — валлийский философ, этик и проповедник, принадлежавший к церкви английских диссентеров; политический публицист, активно писавший с республиканских и либеральных позиций.

## Биография
Родился в Тантоне в графстве Гламорган. Получил хорошее домашнее образование, затем учился в академии диссентеров в Лондоне. Был священником, проработав большую часть взрослой жизни в Нюингтонской церкви в Лондоне.
Первый сборник проповедей опубликовал в 1744 году. Был одним из первых известных англичан, поддержавших американцев в начавшейся Американской революции, написав в 1776—1777 годах две политические брошюры в поддержку патриотов. Был знаком со многими известными людьми своего времени, в том числе с видными деятелями Американской революции и с феминисткой Мэри Уолстонкрафт, на которую его взгляды, как считается, оказали определённое влияние. В дополнение к работам по политической и этической философии он также много писал по вопросам статистики и финансов, особенно активно работая в этой области в 1769—1776 годах.
В 1765 году Ричард Прайс был принят в члены Королевского общества.